# Csáky Rudolf
Kőrösszegi és adorjáni gróf Csáky Rudolf (Kassa, 1811. január 5. – Bécs, 1887. március 20.) a főrendiház tagja és Szepes vármegye örökös főispánja.

## Élete
Csáky Manó gróf,  valódi belső titkos tanácsos és gróf Szirmay Anna fia volt. Fiatal korában mint főhadnagy szolgált a 10. huszárezredben, mely állásától atyja halála után megvált. Ezután családja körében mint magánzó Kassán és környékén élt és ott a magyar szinészet meghonosítása körül nagy érdemeket szerzett. Az 1848. események eleinte őt is kiragadták visszavonultságából; mint nemzetőri lovastiszt részt vett a kassai ütközetben; később azonban a politikai élettől egészen visszavonult.

## Munkái
Közelebb állói és meghittjei mint a német költészet sikeres művelőjét s mint szenvedélyes mű- és régiséggyűjtőt ismerték.